# 마이크로소프트 엣지

2015년부터 2020년까지 사용된 마이크로소프트 엣지의 로고

마이크로소프트 엣지(Microsoft Edge 마이크로소프트 에지[*], 코드명 스파르탄/애너하임)는 2015년 7월 29일에 마이크로소프트가 출시한 웹 브라우저다. 2015년 1월 21일에 공개되었으며, 2015년 7월 29일에 출시된 윈도우 10과 스마트폰 및 태블릿용 윈도우 10 모바일에 인터넷 익스플로러와 함께 탑재되었다. 2020년 1월 15일 브라우저 엔진을 크로미엄으로 바꾼 신 버전 엣지를 출시하였다. 윈도우 업데이트 2004에서 기존 엣지 브라우저(이하 엣지 레거시)는 자동으로 크로미엄 엣지로 대체되었다.
마이크로소프트 엣지는 웹 표준을 지키는 레이아웃 엔진을 포함하면서도 가벼운 웹 브라우저가 되도록 설계되었고, 기타 마이크로소프트 서비스와의 확장 및 통합을 선호하면서 액티브X와 같은 레거시 기술들에 대한 지원을 제거하였다.
마이크로소프트 엣지는 윈도우 7 이후(현재:윈도우 8.1 이상)에 출시된 운영체제에만 지원하는 웹 브라우저로, 그 이하의 윈도우 버전은 지원하지 않는다.
macOS의 경우 macOS 10.12 Sierra 이후 출시된 소프트웨어에만 사용 가능하다. 이외에도 안드로이드, iOS, iPadOS, Xbox One, Xbox Series X/S에서 사용 가능하다.

## 개발

### 스파르탄(레거시 엣지) (2015~2019)
2014년 12월 ZDNet의 기자 메리 조 폴리(Mary Jo Foley)는 마이크로소프트가 윈도우 10용의 스파르탄이라는 코드명을 가진 새로운 웹 브라우저를 개발하고 있다고 보고하였다. 그녀는 스파르탄(Spartan)이라는 이름은 인터넷 익스플로러와는 별도의 새로운 제품으로 다뤄질 것이고, 인터넷 익스플로러 11은 호환성을 이유로 함께 유지될 것이라 주장하였다.
2015년 1월 초 더 버지는 마이크로소프트에 가까운 측근으로부터 스파르탄에 관한 자세한 정보를 취득하였는데, 여기에는 윈도우 10의 데스크톱 및 PC 버전에 두 곳에서 인터넷 익스플로러는 대체될 것이라는 보고가 포함되어 있었다. 마이크로소프트는 2015년 1월 21일에 윈도우 10에 초점을 둔 키노트 발표에서 스파르탄의 모습을 공식적으로 드러냈다. 스파르탄은 새로운 브랜드로서, 인터넷 익스플로러와는 별도의 제품으로 선전되었다. 최종 명칭은 공식적으로 밝혀지지 않았으나 마이크로소프트는 해당 이름을 사용하는 것을 조심스러워하였다.
스파르탄은 2015년 3월 30일에 출시된 윈도우 10 테크니컬 프리뷰 빌드 10049의 기본 브라우저로서 대중들이 이용할 수 있게 되었다. 스파르탄에 사용된 새로운 엔진은 인터넷 익스플로러 11의 일부로서 윈도우 10 빌드에서 과거에 사용이 가능했으며, 10의 마지막 버전의 브라우저에 사용될 예정되었다. 그 뒤로 마이크로소프트는 인터넷 익스플로러가 스파르탄으로부터 엔진을 사용하지 않을 것이며 해당 브라우저는 윈도우 10에서는 존재는 하지만 기본적으로 쓰이지 않게 될 것(deprecated)이라 발표하였다.
2015년 4월 29일 빌드 콘퍼런스 키노트에서 "스파르탄"이라는 이름은 "마이크로소프트 엣지"로 공식 이름이 정해질 것이라고 발표되었다. 브라우저의 로고와 브랜드는 인터넷 익스플로러의 브랜드와 함께 연속성을 유지하도록 의도적으로 설계되었으므로 사용자들은 유사한 아이콘으로 인해 엣지가 웹 브라우저임을 추측할 수 있게 되었다.

### 애너하임(엣지) (2019~현재)
2018년 12월 6일, 마이크로소프트가 엣지 브라우저의 새로운 크로미움 소스 코드를 공개했다. 구글 크롬과 동일한 렌더링 엔진을 채용한 이 브라우저는 마이크로소프트가 개발한 인헨스먼트를 사용하였으며 기존의 브라우저가 지원하던 윈도우 10에 더해 윈도우 7, 8 그리고 macOS까지 지원할 것이라고 밝혀졌다. 마이크로소프트의 책임 개발자인 조 벨피오레(Joe Belfiore)에 따르면 엣지 소프트웨어의 이러한 변화는 새로운 CEO인 사티아 나델라(Satya Nadella)에 의한 것이라고 밝혔다.
2019년 8월, 새로운 버전의 마이크로소프트 엣지 로고가 공개되었다.
2020년 1월 15일, 애너하임이라는 코드명을 가진 새로운 버전의 엣지 브라우저가 공개되었다.
애너하임 버전의 마이크로소프트 엣지는 2021년 7월부터 윈도우 7에 대한 지원을 종료한다.
2022년 12월 5일 기준 윈도우 8.1이상 사용이 가능하다.

## 기능
마이크로소프트 엣지는 PC 및 모바일 기기용 윈도우 10의 기본 웹 브라우저로서, 인터넷 익스플로러 11과 인터넷 익스플로러 모바일을 대체한다. 엣지는 트라이던트로부터 분기된 새로운 레이아웃 엔진인 EdgeHTML을 사용하며 현대의 웹과의 상호 운용성을 위해 설계되었다. 새로운 엣지 엔진은 윈도우 10 전반에 기본으로 사용된다. 처음에 마이크로소프트는 엣지가 하위 호환성을 위해 레거시 MSHTML 엔진을 지원할 것이라 발표하였으나 나중에는 이 의견을 철회하였는데, 강력한 피드백으로 말미암아 엣지는 예외적으로 새로운 엔진을 사용하게 되는 반면 인터넷 익스플로러가 레거시 엔진을 예외적으로 사용하게 될 것이라고 밝혔다.
이 브라우저는 어도비 플래시 플레이어와 PDF 리더가 기본 내장되어 있다.
엣지는 액티브X와 브라우저 도우미 개체 등의 레거시 기술들을 지원하지 않으며 대신 확장 시스템을 사용하게 된다. 인터넷 익스플로러 11은 호환성 목적으로 윈도우 10에 엣지와 나란히 이용 가능하다. 인터넷 익스플로러 11은 윈도우 8.1 버전의 것과 거의 유사하지만 과거의 발표대로 엣지 엔진은 사용하지 않는다.
엣지는 마이크로소프트의 온라인 플랫폼과 연동된다. 음성 제어를 제공하는 코타나 디지털 비서, 검색 기능, 주소 표시줄 내의 검색과 관련된 동적이고 개인화된 정보와 연동된다. 사용자들은 웹 페이지에 주석을 만들어 원드라이브에 저장하고 공유할 수 있다.
엣지는 인터넷 익스플로러에는 없는 기능인 탭 보관 기능이 윈도우 10 레드스톤 2에 탑재되었다.
"읽기 목록" 기능과도 연동되지만 윈도우 8과 달리 기기 간 콘텐츠 동기화 기능은 없고, 페이지로부터 불필요한 서식을 제거하는 "읽기 모드"를 제공하여 가독성을 개선한다.
2019년 이후로 MS는 웹브라우저의 호환성 및 기타 이유에서 엣지 기술에 크로미움이 반영되는 결과물을 내놓는것으로 알려져있다.
2020년 1월 15일 마이크로소프트는 크로미움을 기반으로 하는 새로운 마이크로소프트 엣지를 릴리스했다.

## 서핑 게임
서핑 게임(Let's surf)는 일종의 이스터 에그로, 주소창에서 'edge://surf'를 통해 보여지는 'Let's surf!'에서 스페이스바를 눌러 시작할 수 있는 엣지 브라우저에 내장되어 제공하는 게임이다. 우측 상단에 있는 옵션 바를 선택하여 게임 모드를 'Time Trial(타임 트라이얼)' 또는 'Zig Zag(지그재그)'변경할 수 있으며 시작 화면에서 화살표를 클릭하여 캐릭터의 모습을 변경할 수 있다. 애너하임 버전의 엣지에서만 플레이 가능하다.
여기서 타임 트라이얼과 지그재그는 한국어 공식 번역이다.

## 같이 보기
- 구글 크롬
- 모질라 파이어폭스
- 삼성 인터넷
- 오페라 (웹 브라우저)